# La Durmiente de Nápoles
La Durmiente de Nápoles es un cuadro de Jean-Auguste-Dominique Ingres de 1809 que perteneció al rey de Napóles Joaquín Murat. Concebido en 1807, cuando Ingres era pensionista de la Academia de Francia, estaba destinado a formar parte de los envíos reglamentarios a Roma. Realizado unos años antes que La gran odalisca, comenzada en 1814 para la reina Carolina Murat, pensado para ser su pendant, o pareja de obras creadas para ser colgadas juntas formando un conjunto, ambas obras tienen las mismas dimensiones y formato apaisado, y presentan un desnudo femenino recostado, la odalisca de espaldas y la durmiente de frente. La Durmiente de Nápoles desapareció en 1815 durante el saqueo del Palacio Real de Nápoles y solo se conoce por bocetos previos, un dibujo hecho de memoria por Ingres y una foto antigua de un boceto pintado al óleo, que dan una idea de la obra original. El misterio de su desaparición alimentaron varias hipótesis para localizarlo, e inspiró la novela de 2004 La Dormeuse de Naples de Adrien Goetz. La postura del desnudo fue retomada por Ingres para dos obras posteriores, Odalisca con esclava de 1839, y Júpiter y Antíope de 1851.

## Historia
Titulado originalmente Donna nuda che dorme («mujer desnuda que duerme»), el cuadro fue concebido en 1807 para formar parte de los envíos reglamentarios del artista pensionista de la Academia de Francia desde Roma. Acabado después del 28 de octubre de 1809, fue exhibido en el Capitolio bajo el número 58. Comprado ese mismo año por Joaquín Murat, entonces rey de Nápoles, por cincuenta luises, y colgado en los pequeños apartamentos del palacio real, desapareció después de la caída de Murat y el saqueo de su palacio. En 1832 Ingres solicitó por correo, a Carolina Murat, recuperar el lienzo para exponerlo en el Salón de 1833, pero sin éxito.

## Descripción
En la carta dirigida en 1832 a Carolina Murat, Ingres daba una descripción del cuadro, acompañada en el reverso de un dibujo rápido hecho de memoria; la hoja se conserva en la Biblioteca Nacional de Francia. Ingres precisa que la tela representaba a una mujer desnuda a tamaño natural, recostada sobre un diván con cortinas carmesíes, la cabeza descansando sobre el brazo izquierdo que reposa sobre una almohada, el brazo derecho doblado sobre la cabeza.

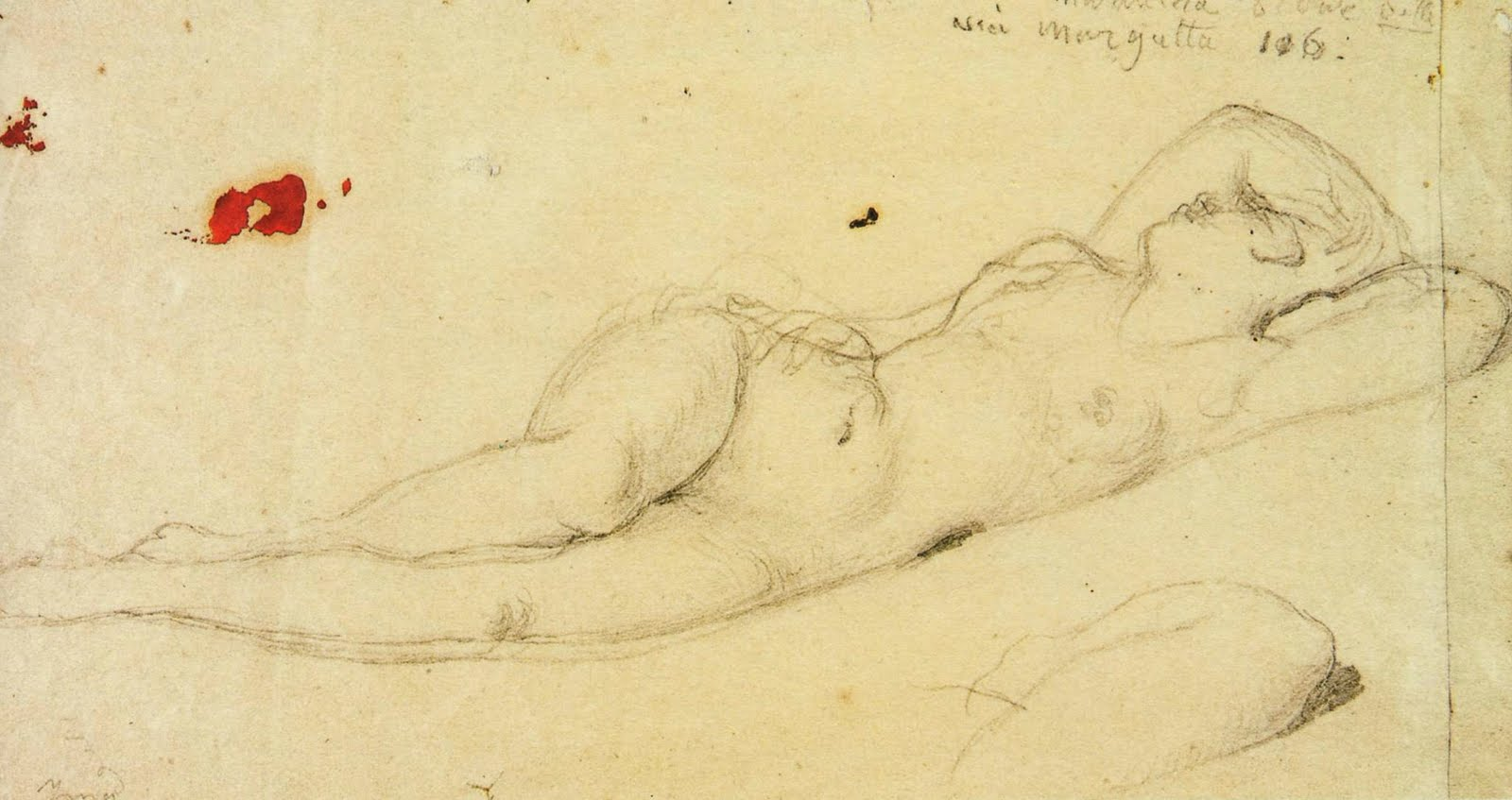
Ingres, boceto para La Durmiente de Nápoles datado en 1808 (Museo Ingres, Montauban).
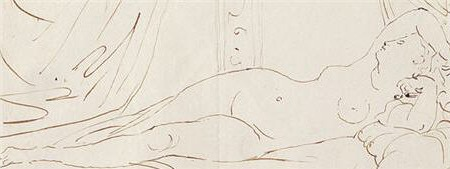
Ingres, dibujo hecho de memoria de La Durmiente de Nápoles en el reverso de una carta escrita a Carolina Murat en 1832 (Biblioteca Nacional de Francia, departamento de manuscritos).
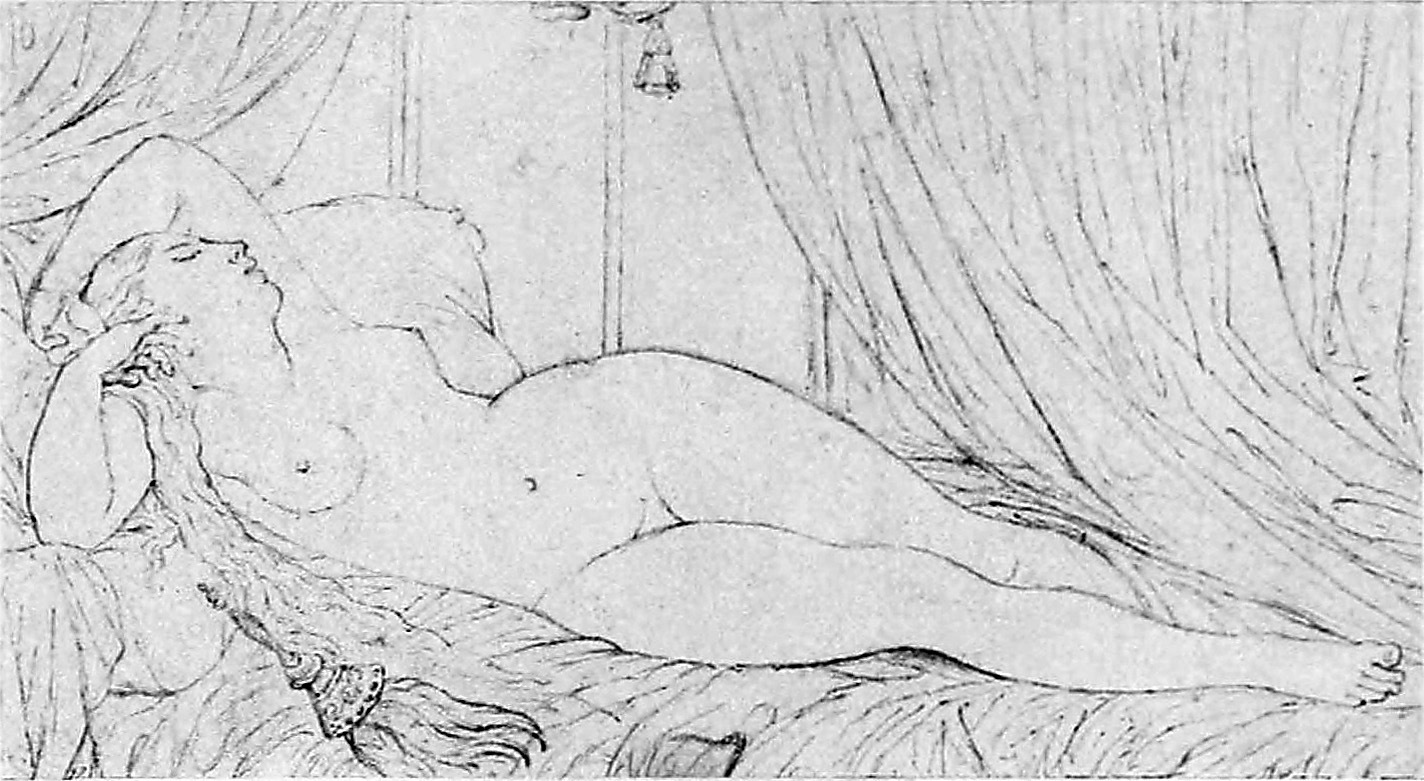
Ingres, Mujer desnuda recostada, sin datar; en los fondos de dibujos y miniaturas del Louvre (RF 1095).

## Fuentes de inspiración

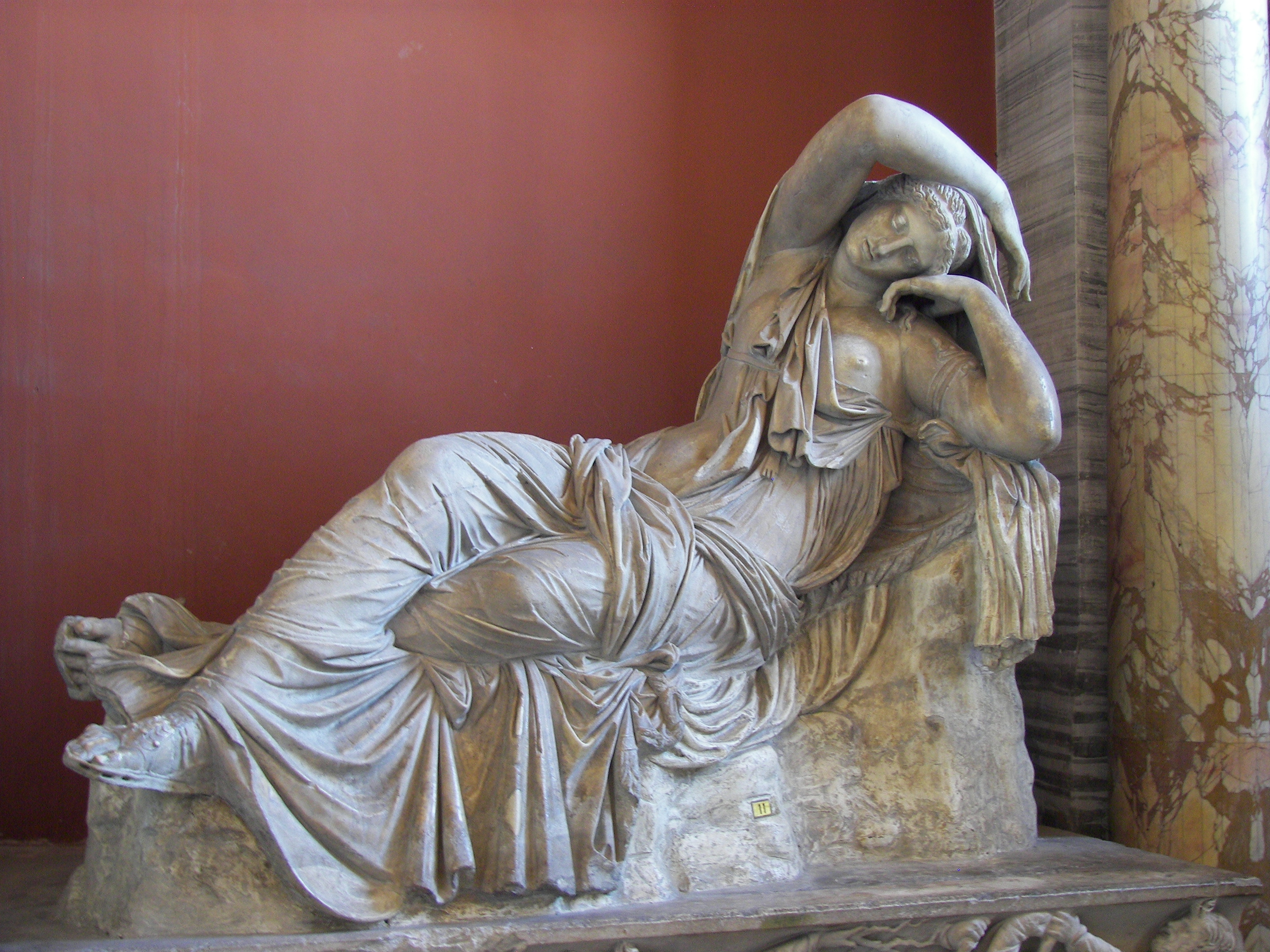
Ariadna dormida, copia romana de una escultura helenística, museo del Vaticano.
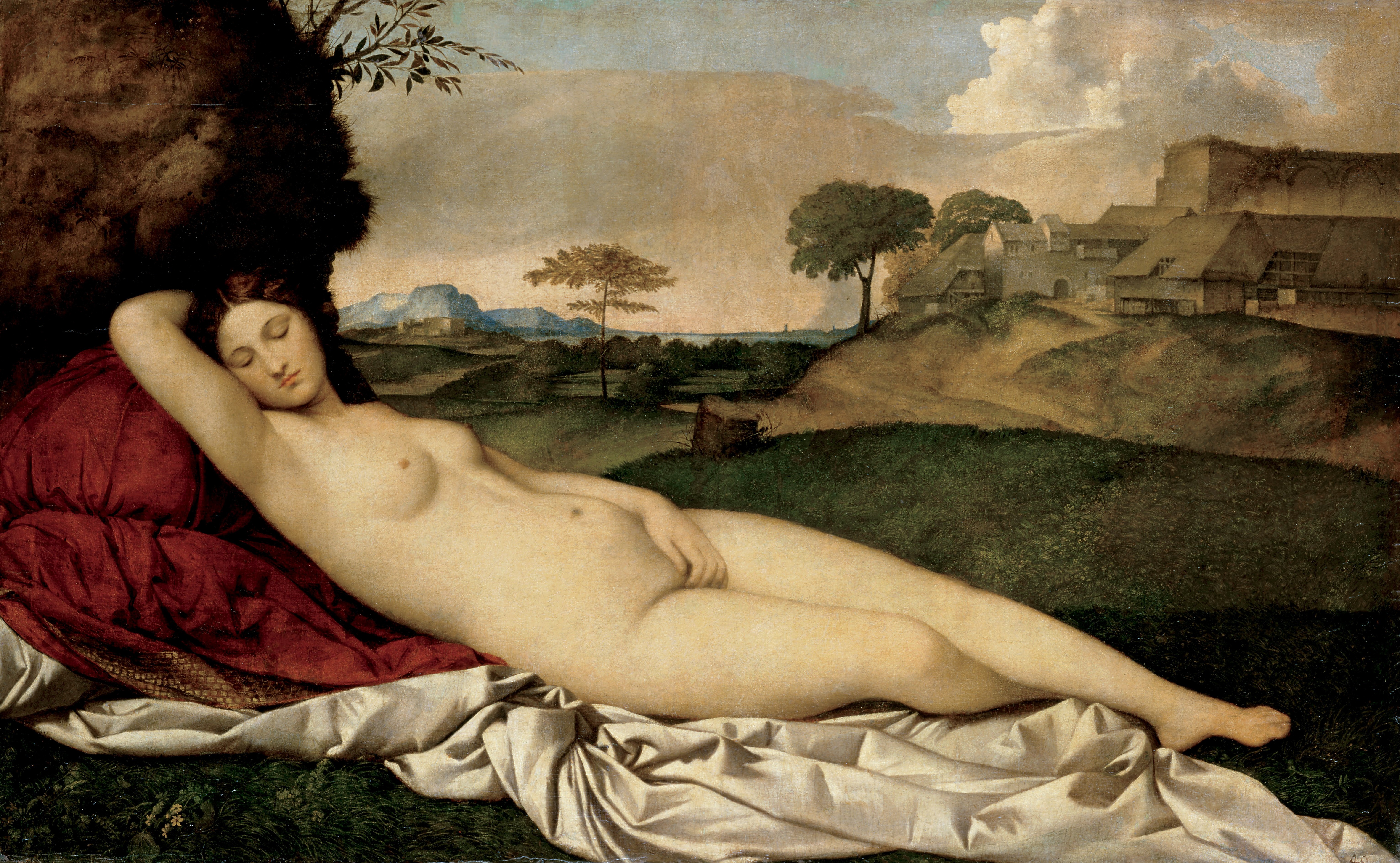
Giorgione, Venus dormida, Gemäldegalerie Alte Meister.
Tiziano, Júpiter y Antiope o Venus del Pardo, museo del Louvre.
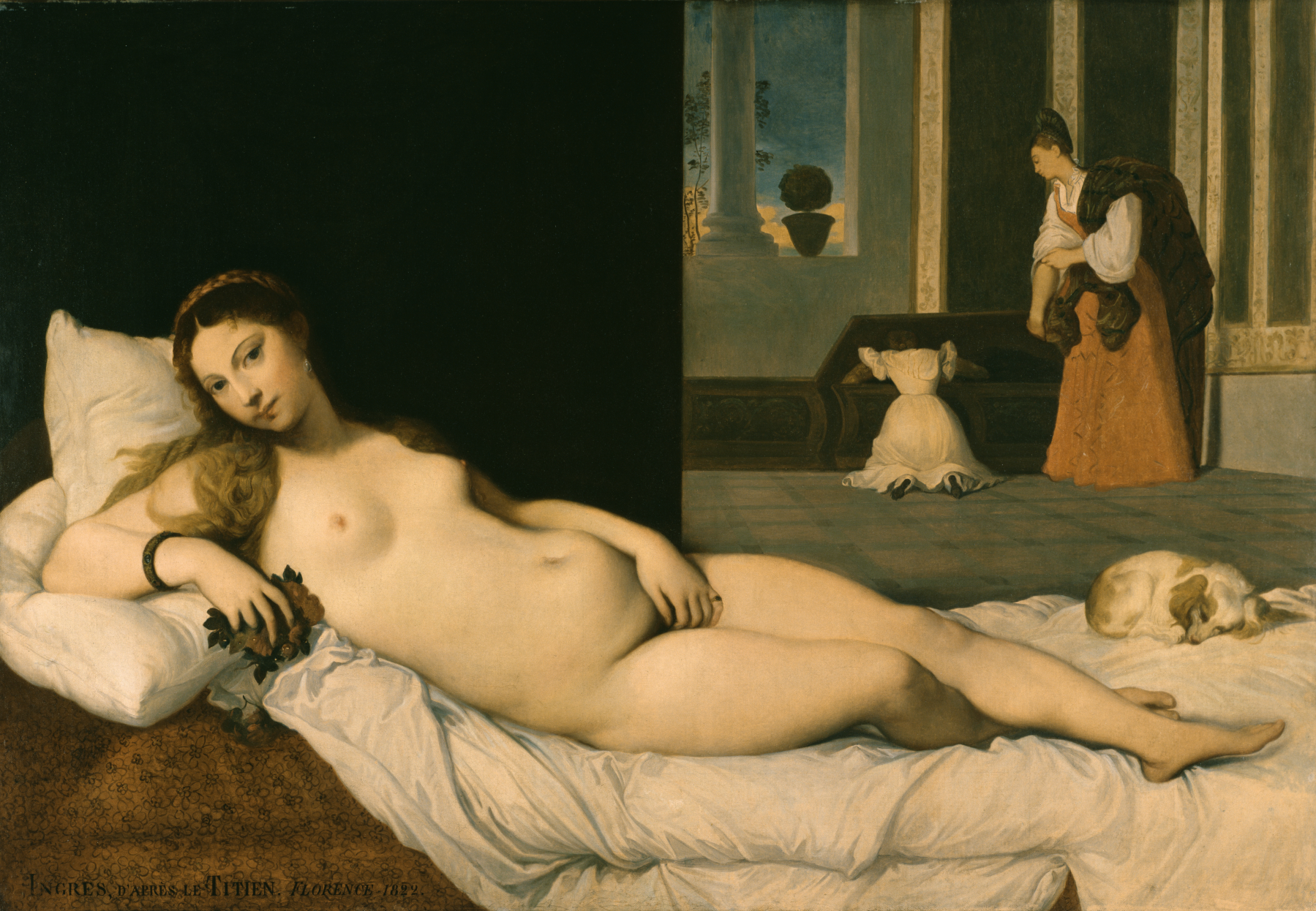
Ingres, copia de la Venus de Urbino de Tiziano, 1822, Walters Art Museum.